# Elizeu Ferreira Marciano
Elizeu Ferreira Marciano (født 21. oktober 1979) er en brasiliansk fodboldspiller.